# Leptaulax palawanicus
Leptaulax palawanicus es una especie de coleóptero de la familia Passalidae.

## Distribución geográfica
Habita en Palawan (Indonesia).